# Louis Aimé Carré
|  | Aquest article tracta sobre el futbolista belga. Si cerqueu el matemàtic francès, vegeu «Louis Carré». |

Louis Aimé Carré, conegut com a Louis Carré, (Lieja, 7 de gener de 1925 - Lieja, 10 de juny de 2002) fou un futbolista belga de la dècada de 1950.
Pel que fa a clubs, defensà els colors del RFC de Liège entre 1945 i 1959. Fou 56 cops internacional amb la selecció belga de futbol, amb la qual disputà la Copa del Món de Futbol de 1954.